# Roncador (Lima)
Roncador es un caserío peruano ubicado en el distrito de Barranca, perteneciente a la provincia homónima del departamento de Lima, en la costa central del Perú. 

## Ubicación
Roncador se ubica al este de la provincia de Barranca, en el distrito de Barranca, en el departamento de Lima.

## Demografía
En 2017 Roncador tenía una población de 90 habitantes.
| Gráfica de evolución demográfica de Roncador entre 1993 y 2017 |
|                                                                |
| Fuentes: Población 1993 y 2017                                 |